# Đầu rìu

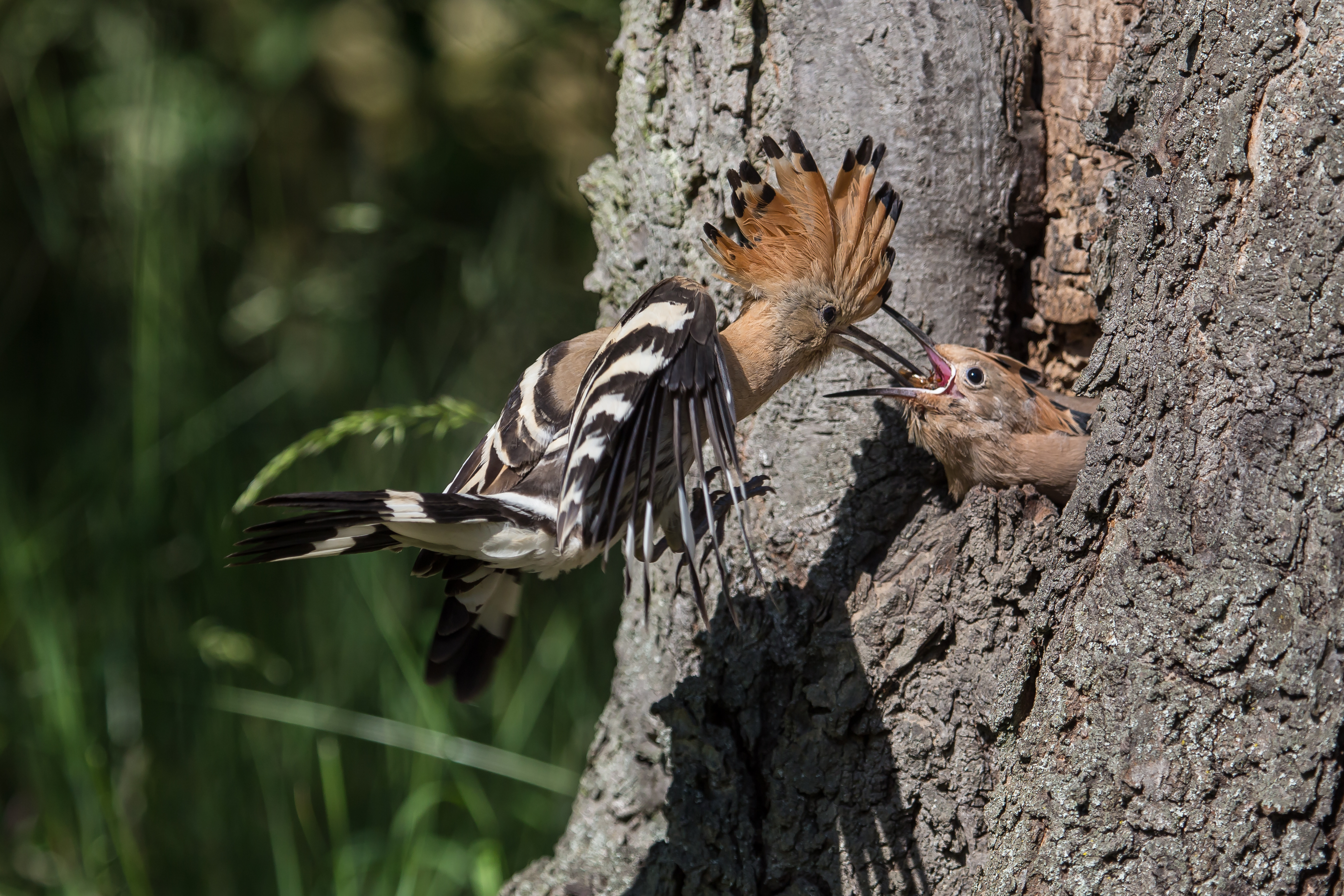
Upupa epops

'Đầu rìu hay đầu rìu Á Âu (danh pháp khoa học: Upupa epops) là loài phân bố rộng nhất chi Upupa, bản địa châu Âu, châu Á và Bắc Phi.

## Phân bố
Bảy phân loài đầu rìu được Kristin ghi nhận (trong cuốn Handbook of the Birds of the World năm 2001). Chúng khác nhau chủ yếu ở kích cỡ và màu lông. Một phân loài nữa cũng đang được đặt áng chừng- U. e. orientalis miền tây bắc Ấn Độ.
| Phân loài                           | Khu sinh sản | Đặc điểm riêng                                                                |
| ----------------------------------- | --- | ----------------------------------------------------------------------------- |
| U. e. epops Linnaeus, 1758          | Tây Bắc Phi, quần đảo Canaria, từ Tây Âu đến trung nam Nga, Tây Bắc Trung Quốc và xa về phía nam tận Bắc Ấn Độ. | Phân loài danh định                                                           |
| U. e. major C.L. Brehm, 1855        | Đông Bắc Phi | Lớn hơn, mỏ dài hơn, sọc đuôi hẹp hơn, thân trên xám hơn U. e. epops          |
| U. e. senegalensis Swainson, 1913   | Senegal đến Ethiopia                                                                                            | Nhỏ hơn và sải cánh ngắn hơn U. e. epops                                      |
| U. e. waibeli Reichenow, 1913       | Cameroon đến Kenya                                                                                              | To ngang U. e. senegalensis nhưng lông sậm hơn, phần trắng trên cánh rộng hơn |
| U. e. saturata Lönnberg, 1909       | Nhật Bản, Xibia đến Tây Tạng và Nam Trung Quốc                                                                  | To ngang U. e. epops, lông xám hơn, mặt thân dưới kém tươi tắn hơn            |
| U. e. ceylonensis Reichenbach, 1853 | Tiểu lục địa Ấn Độ                                                                                              | Nhỏ hơn U. e. epops, lông nghiêng về hung đỏ hơn                              |
| U. e. longirostris Jerdon, 1862     | Đông Nam Á | To hơn U. e. epops, nhạt màu                                                  |